# Björnvitmossa
Björnvitmossa (Sphagnum lindbergii) är en bladmossart som beskrevs av W. P. Schimper in Lindberg 1857. Enligt Catalogue of Life ingår Björnvitmossa i släktet vitmossor och familjen Sphagnaceae, men enligt Dyntaxa är tillhörigheten istället släktet vitmossor och familjen Sphagnaceae. Arten är reproducerande i Sverige. Inga underarter finns listade i Catalogue of Life.